# Scyphozoa
Scyphozoa (do grego σκύφος, skyphos, ‘copo’ + latim: zoa, plural de zoön, animal) é uma classe de organismos exclusivamente marinhos do filo Cnidaria. Assim como os outros organismos do subfilo Medusozoa, possuem duas fases de vida predominantes, uma medusa pelágica planctônica e um pólipo séssil bentônico. A sinapomorfia principal do grupo, que o difere dos demais tipos de águas-vivas, é a presença de um tipo específico de reprodução, denominada estrobilização. Habitam diversos ambientes, desde águas rasas a profundidades abissais. São conhecidas, atualmente, cerca de 244 espécies de medusas cifozoárias, ocorrendo 20 em território brasileiro, sendo uma delas endêmica.

## Biologia

### Anatomia
Os eixos corporais dos Scyphozoa seguem o padrão do restante dos cnidários, possuindo uma região oral e uma região aboral, com simetria radial. Os pólipos de Scyphozoa, em geral, são pequenos e apresentam uma região de fixação ao substrato denominada disco basal, seguida por um cilindro alongado e contrátil, chamado de coluna, e uma região oral onde se encontram a boca e os tentáculos, no entanto, alguns pólipos do grupo dos coronados possuem ainda um esqueleto externo de quitina secretado por eles, utilizado para proteção e união das colônias. 
As medusas deste grupo variam de tamanho, com organismos de milímetros a até mesmo metros de comprimentos, como é o caso da espécie norte-americana Chrysaora achlyos, conhecida popularmente como água-viva negra (do inglês, black sea nettle), que pode chegar a cerca de dois metros de comprimento tentacular. Possuem uma umbrela em formato de sino achatado que recobre toda a porção oral, tentáculos nas margens e uma boca ao centro da porção inferior do corpo. Algumas espécies, da ordem Rhizostomeae, não desenvolvem tentáculos, possuindo apenas expansões das bordas da boca denominados braços orais, utilizados para coletar alimento.

### Reprodução e Desenvolvimento
O ciclo de vida geral dos cifozoários possuidores tanto de medusas quanto de pólipos é denominado ciclo de vida metagenético ou metagênese, sendo caracterizado pela progressão do desenvolvimento de uma medusa capaz de produzir gametas que se fusionam e formam um zigoto, que desenvolve-se em uma larva plânula capaz de se assentar em substrato consolidado e formar um pólipo por metamorfose, que, por sua vez, dá origem a novas medusas assexuadamente, reiniciando o ciclo.
O ciclo de vida dos cifozoários se diferencia do demais cnidários com medusa pela existência de um estágio denominado estróbilo que realiza reprodução assexuada do tipo estrobilização, onde o pólipo se diferencia em uma estrutura com diversas medusas juvenis, denominadas éfiras, por meio da diferenciação da região oral, alongando a região e sofrendo subsequentes fissões transversais, culminando na liberação de várias éfiras ao longo do tempo, que se desenvolvem em medusas adultas. Além da reprodução sexuada, ocorre nos pólipos reprodução assexuada a partir da produção de podocistos (pequenos cistos na região basal com células capazes de formar um indivíduo novo) que darão origem a novos pólipos quando se locomover.
Poucas espécies de cifozoários apresentam hermafroditismo, sendo em sua maioria gonocoristas. Os gametas são produzidos na cavidade gastrovascular, uma cavidade com função de digestão e transporte de compostos pelo corpo, e são liberados pela boca do animal e o encontro dos gametas e a fertilização ocorre externamente ao corpo.

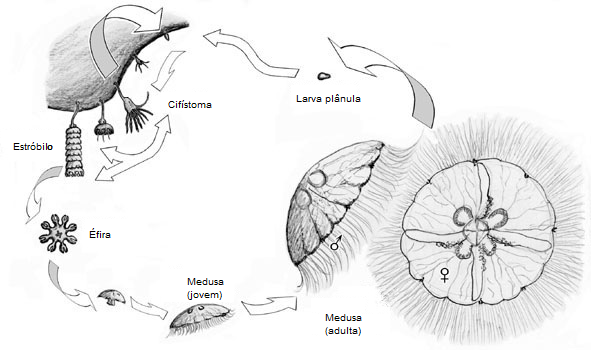
Ciclo de vida de uma Aurelia sp.

As larvas são meroplanctônicas e se desenvolvem em pólipos a partir de fatores ambientais favoráveis, realizando processo de metamorfose. Após o desenvolvimento, os pólipos, chamados de cifístoma, adotam hábito bentônico predador, e desenvolvem tentáculos armados com cnidas, estruturas urticantes capazes de inocular substâncias venenosas, para predação. No estágio medusoide ocorre expansão das margens do pólipo para formação da umbrela, desenvolvimento da musculatura associada ao nado e maior desenvolvimento dos tentáculos e ropálios (concentração de estruturas sensoriais), assim como um crescimento significativo do animal.

### Ecologia
Os cifozoários são tidos como importantes controladores da população de zooplâncton. Quando muitos se acumulam em regiões propícias, tendem a diminuir os estoques pesqueiros e causar impactos econômicos grandes. A Água-viva de Nomura (Nemopilema nomurai) por exemplo, pode ultrapassar 2m de diâmetro e é conhecida por formar enxames que entopem redes de pesca entre China e Japão, causando prejuízos anuais milionários. Algumas espécies apresentam comportamento simples de migração vertical mediada pela intensidade luminosa, adaptação para evitar a predação e para a caça.
Uma das interações ecológicas mais conhecidas entre os cnidários é a simbiose com algas e dinoflagelados, chamadas de zooxantelas. Dentro da ordem Rhizostomeae existem organismos que possuem tais associações, como espécies do gênero Cassiopea, chamadas de águas-vivas invertidas, onde a água-viva fornece proteção às algas, enquanto que as algas fornecem alimento adicional ao animal. No Brasil, a espécie Cassiopea andromeda é um exemplo dentro desse gênero que realiza tais associações, possuindo ampla distribuição na costa brasileira. Existem também espécies de Scyphozoa que apresentam bioluminescência. A espécie Atolla wyvillei  da ordem Coronatae é um exemplo. A bioluminescência é utilizada por muitos organismos de grandes profundidades para atrair presas e confundir predadores.

### Distribuição
Apesar de apenas possuírem mobilidade vertical na coluna d’água, a distribuição dos Scyphozoa se dá em todos os oceanos e em todas as profundidades devido a ação das correntes capazes de dispersá-las, assim como levar suas larvas para localidades distantes. Vários eventos de aumento de biomassa de águas-vivas apresentam variação conjunta com os eventos de El Niño, assim como a formação de agregados de medusas em regiões de picnoclina. Outro fator que afeta diretamente a abundância das populações é a temperatura, levando à explosão populacional de pólipos e medusas, no entanto, a quantidade de pólipos e medusas reprodutivas e a persistência de coortes de indivíduos aparentam ser fatores mais importantes no tamanho populacional.

## Filogenia e Taxonomia
Evidências fósseis indicam que os primeiros Scyphozoa não-controversos surgiram no período Carbonífero durante o evento denominado de explosão cambriana, onde dados de relógios moleculares apontam que a divergência entre Anthozoa e Medusozoa se deu pouco antes, no período Ediacarano, próximo à glaciação Gaskiers. Um dos possíveis fósseis mais antigos de Scyphozoa, datado do Neoproterozoico, é de Paraconularia ediacara, espécie da ordem extinta Conulariida, que apresenta características distinguíveis semelhantes às presentes na ordem Coronatae, como a presença de uma periderme espessa, multi-lamelar, piramidal ou cônica.
Ao todo, as 244 espécies de cifozoários estão divididos nas três ordens atuais do grupo, sendo elas Coronatae, com 60 espécies, Rhizostomeae, com 92 espécies e Semaeostomeae, também com 92 espécies.
Classe Scyphozoa
- Subclasse Coronamedusae

- Ordem Coronatae

- Família Atollidae
- Família Atorellidae
- Família Linuchidae
- Família Nausithoidae
- Família Paraphyllinidae
- Família Periphyllidae

- Subclasse Discomedusae

- Ordem Rhizostomeae

- Subordem Dactyliophorae

- Família Catostylidae
- Família Lobonemidae
- Família Lychnorhizidae

- Superfamília Rhizostomatoidea

- Família Rhizostomatiidae
- Família Stomolophidae

- Subordem Kolpophorae

- Infraordem Actinomyaria

- Família Cepheidae

- Infraordem Kampylomyaria

- Família Cassiopeidae

- Infraordem Krykomyaria

- Família Leptobranchidae
- Família Mastigiidae
- Família Versurigiidae

- Ordem Semaeostomeae

- Família Cyaneidae
- Família Drymonematidae
- Família Pelagiidae
- Família Phacellophoridae
- Família Ulmaridae

## Interações Humanas

### Acidentes
Assim como diversos outros seres vivos, os cnidários da classe Scyphozoa são responsáveis por acidentes envolvendo humanos. Como esses animais têm cnidócitos em todas as fases de seu ciclo de vida (larva, pólipo e medusa), o seu contato direto com a pele pode causar reações e ferimentos.
As larvas de Linuche unguiculata, por exemplo, causam uma dermatite chamada prurido do traje de banho.
No litoral brasileiro, as medusas que mais causam envenenamentos são Chrysaora lactea e Lychnorhiza lucerna, espécies que ocorrem em grandes quantidades no litoral.
Por conta de seus cnidócitos presentes em seus tentáculos, as medusas costumam causar acidentes envolvendo banhistas. 

### Precauções
O método mais eficiente para evitar acidentes com águas vivas é manter o distanciamento destes animais e evitar nadar em águas nas quais sabe-se que há grande quantidade destes organismos. Entretanto, existem alguns produtos que prometem agir como repelente às águas vivas. Alguns protetores solares possuem compostos que impedem a sensação de ardor em caso de contato com os cnidócitos. 

### Sintomas e tratamento
Em caso de acidente com medusas, em geral, os sintomas consistem em: dor forte, irritação, vermelhidão, inchaço, comichão e, em algumas situações, sensação de queimadura (calor/ardor) no local.
Para alívio da sensação de queimadura, recomenda-se tomar anti-histamínicos; aplicar uma camada fina de pomada própria para queimaduras e/ou dirigir-se a um posto médico.
Em pessoas com grande sensibilidade ao compostos inoculados pelas águas-vivas poderão haver reações alérgicas graves, tais como falta de ar, palpitações, cãibras, náuseas, vómitos, febre, desmaios, convulsões, arritmias cardíacas e problemas respiratórios Neste caso, um tratamento de urgência deve ser procurado.

### Usos comerciais

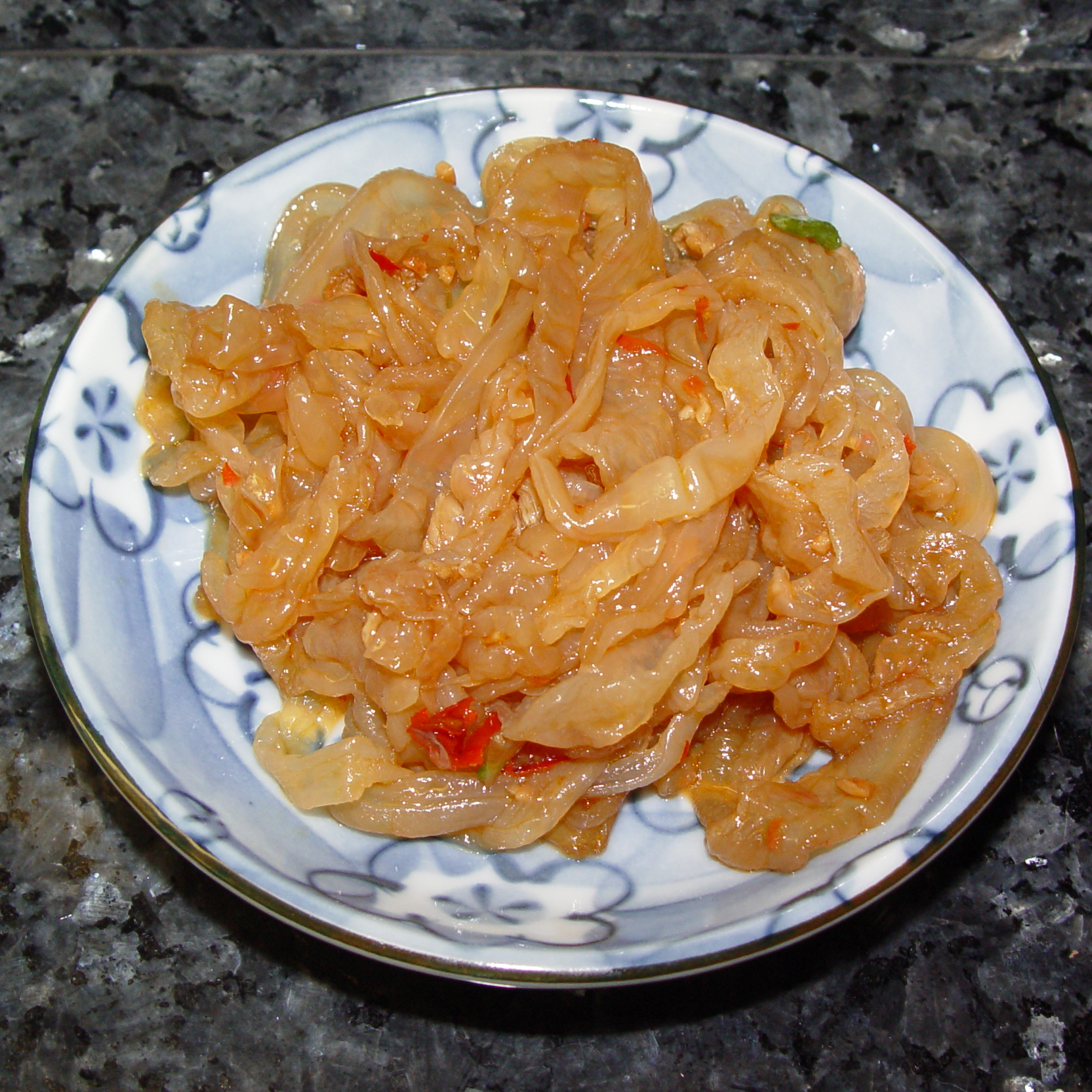
Alimento feito à base de águas-vivas

As medusas estão presentes na culinária oriental. Registros indicam que a China foi o primeiro país que utilizou medusas para consumo humano desde o ano 300 A.C. Posteriormente, outras regiões da Ásia passaram a incluir medusas em sua dieta.
Considerando-se que as medusas são animais que degradam facilmente após sua captura, o método para comercialização como alimento industrializado deve passar por processos industriais para se manterem viáveis.
Após algumas horas de captura, as medusas têm seus braços orais removidos, são lavadas com água do mar para eliminar a mesogleia e material gonadal. Além disso, são colocadas em solução salina para terem sua quantidade de água diminuída. Outro método de venda são as águas vivas desidratadas, que devem ser hidratadas para consumo.

## Scyphozoa na Arte
Os indivíduos de Scyphozoa, principalmente as medusas, são muitas vezes representados em produções artísticas do audiovisual, como filmes, documentários e animações. Segue abaixo alguns exemplos de obras em que cifozoários aparecem.
Procurando Nemo (Finding Nemo) 2003
Águas Rasas (The Shallows) 2016

Medusas de Scyphozoa

O Espanta Tubarões (Shark Tale) 2004
Esfera (Sphere) 1998
Neon - Sander van Doorn (2013)

Dory e Marlin nadando entre medusas de Scyphozoa

Além desses exemplos, existem muitos documentários que investigam vários aspectos das medusas de Cnidária (incluindo Scyphozoa), como diversidade, distribuição, ciclo de vida e acidentes, que foram abordados acima. Um exemplo é 'Vicious Beauties - The Secret World Of The Jellyfish (2018)' documentário que explora a diversidade e ecologia das medusas em diferentes oceanos, mostrando tanto sua beleza quanto seu perigo.

## Ver Também
- Invertebrados marinhos